# Pantalones de golf

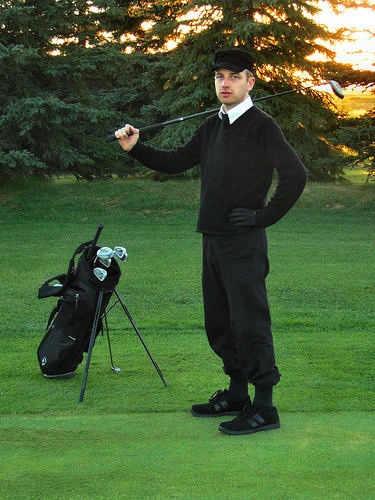
Golfista con pantalones de golf

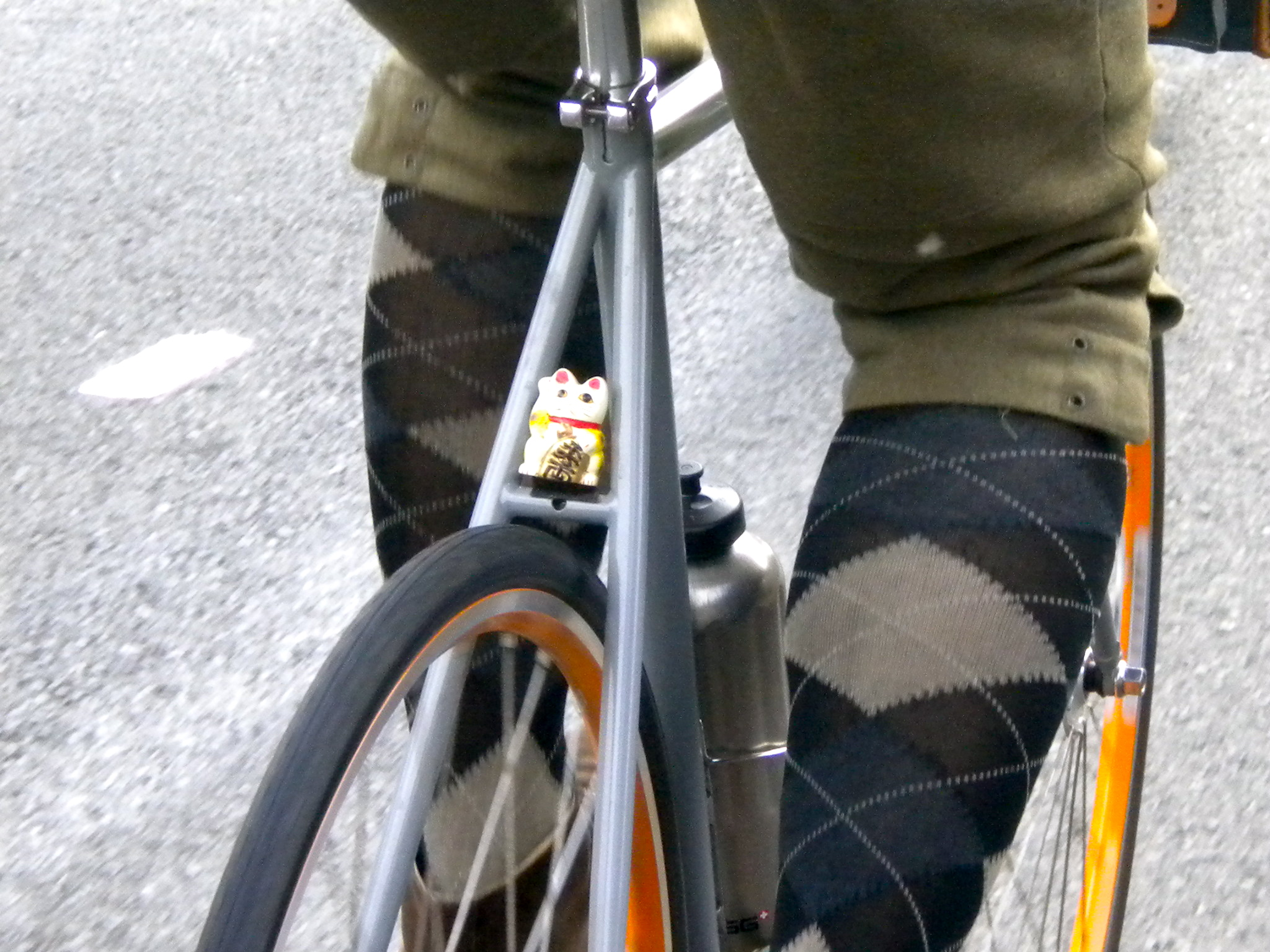
«Knickers» para el ciclismo

El pantalón de golf (también conocido como bombacho de golf, caza o ciclismo) es un pantalón que se extiende diez centímetros (4 pulgadas – de aquí el nombre «plus-fours», en inglés) por debajo de la rodilla, y generalmente llevado en combinación con calcetines altos. Se trata, pues, de un tipo de calzón, a pesar del nombre, y por estar debajo de las rodillas, nos permite una mayor libertad de movimientos que los pantalones hasta la rodilla, estos han sido tradicionalmente asociados con ropa deportiva de la década de 1860 y en adelante, y están particularmente asociados con el golf.
Popularizado por el Príncipe de Gales (futuro Eduardo VIII) para jugar al golf (de donde el nombre), rápidamente se puso de moda entre las clases altas británicas hasta suplantar otras formas de bombacho que le habían precedido.
Menos conocidos son los «plus-twos», «plus-sixes» y «plus-eights», de definiciones similares.
Esta moda se extendió a otras clases sociales y a otros países, de manera que durante los años veinte y treinta en todo el mundo los pantalones de golf, percibidos como signo de elegancia y dinamismo, eran muy usados como ropa de deporte y de campo, pero también de la calle; se convirtieron en una de las prendas más arquetípicas de la época. También eran considerados adecuados para niños y adolescentes; de ahí que formen parte del vestuario característico de Tintín.

## En la actualidad
Con la aparición súbita de la cultura bicimensajero como una influencia importante en la moda juvenil a finales de 1990, así como el aumento en el ciclismo atribuible a una mayor conciencia de los males ambientales y sociales derivados de la dependencia del automóvil, pantalones de golf diseñados específicamente para las necesidades del ciclismo (llamados knickers en Estados Unidos y breeks en el Reino Unido) han sido reemergentes como el traje de elección para las personas que integran su bicicleta con las actividades cotidianas, y que necesitan ropa normal aceptable que no se enganche en la cadena de transmisión. Empresas como Rapha, Swrve, Bicycle Fixation, y muchas otras han surgido para servir a este mercado, produciendo una gran variedad de diseños en materiales que van desde combinaciones de alta tecnología hasta los clásicos gabardina de lana.